# Экзостоз
Экзостоз (также используется название костная шпора) — доброкачественное образование новой костной ткани на поверхности кости. Экзостозы могут вызывать хроническую боль от легкой до сильной, в зависимости от формы, размера и места поражения. Чаще всего они встречается в районе рёбер, где образуются небольшие костные наросты, но иногда более крупные наросты могут образовываться в таких местах, как лодыжки, колени, плечи, локти и тазобедренные суставы. Изредка они появляются на черепе.
Экзостозы иногда имеют форму шпор (пяточные шпоры).
Остеомиелит, костная инфекция, может покинуть соседнюю кость с образованием экзостоза. Стопа Шарко, невропатическое расстройство стоп, наблюдаемое в основном у пациентов с сахарным диабетом, также может оставлять костные шпоры, которые могут стать симптоматическими.
Они обычно образуются на костях суставов и могут расти вверх. Например, если на лодыжке образовалась лишняя кость, она может вырасти до голени.
Термин «хрящевой экзостоз» или «костно-хрящевой экзостоз» считается синонимом остеохондромы. Некоторые источники считают, что эти два термина означают одно и то же, но такая интерпретация не является универсальной.

## Остеофиты
Остеофиты — это костные наросты на краях суставов. Однако не всегда их можно однозначно отличить от экзостозов.

## Экзостоз слухового канала (ухо сёрфингиста)
Экзостоз слухового канала возникает в ушном канале из-за воздействия холодного ветра и воды, что приводит к развитию костных образований внутри слухового прохода. Может приводить к ухудшению или потере слуха. Экзостоз слухового канала был обнаружен на 57 % черепов неандертальцев.